# Ugo Grimaldi
Ugo Grimaldi (Enna, 15 septembre 1942) est un homme politique italien.

## Biographie
En 2001, il est élu député de la circonscription Sicile 2, il est réélu en 2006 et 2008.